# Pseudomonas aeruginosa
Espèce
Pseudomonas aeruginosa, connu aussi sous le nom de bacille pyocyanique, bacille du pus bleu ou pyo, est une bactérie gram-négative du genre Pseudomonas. Les bacilles sont fins, droits et très mobiles grâce à un flagelle polaire : ciliature monotriche, dépourvus de spores et de capsules. Ils apparaissent la plupart du temps isolés ou en diplobacilles.
Anodine à l'origine, P. aeruginosa peut devenir pathogène dans certaines conditions. Très résistante, elle est — comme d'autres bactéries à gram-négatif — de plus en plus souvent responsable d'infections nosocomiales. 30 % des clones sont devenus résistants aux carbapénèmes ce qui en fait une des bactéries les plus difficiles à traiter. Des souches totorésistantes sont retrouvées chez des patients atteints de mucoviscidose ou transplantés pulmonaires. Le taux de mortalité atteint 50 % chez les patients vulnérables (immunodéprimés)[réf. nécessaire]. L'OMS la liste en 2024 parmi les bactéries résistantes aux médicaments qui représentent la plus grande menace pour la santé humaine.
C'est un germe ubiquitaire, vivant dans les sols et en milieu humide (nuages, robinets, bouchons), très résistant à de nombreux antiseptiques, fréquent en milieu hospitalier, entraînant l'apparition de véritables souches d'hôpital du fait de sa résistance aux antibiotiques. Il peut survivre dans de l'eau distillée ou salée, voire se développer dans certaines solutions antiseptiques ou antibiotiques.
P. aeruginosa fait partie des germes couramment recherchés lorsque l'on procède à une analyse microbiologique d'un échantillon d'eau.
On pense[réf. nécessaire] qu'elle se renouvelle dans les hôpitaux via les fruits, plantes et légumes qui y entrent ; c'est une des raisons qui expliquent pourquoi fleurs et plantes vertes sont interdites dans les chambres d'hôpitaux.
Les formes de pathologie qu'elle engendre sont diverses : infection de l'œil, des plaies (surtout brûlures et plaies opératoires), des urines (surtout après sondages), gastro-intestinales et des poumons (par exemple après bronchoscopie), des méningites d'inoculation, des septicémies comme stade terminal d'infections graves ou complication chez des malades soumis à un traitement immunodépresseur, des leucémiques, etc. Elle induit facilement des infections systémiques chez les immunodéprimés (par une chimiothérapie ou par le sida) et chez les victimes de brûlures et de mucoviscidose.

## Taxonomie
Le nom correct complet (avec auteur) de ce taxon est Pseudomonas aeruginosa (Schroeter 1872) Migula 1900.
Ce taxon porte en français le nom vernaculaire ou normalisé suivant : pourriture bactérienne.
Pseudomonas aeruginosa a pour synonyme :
- Bacterium aeruginosum Schroeter 1872

### Étymologie
Le mot Pseudomonas est composé des mots grecs ψεῦδος (pseũdos), « simili » ou « imitation », et μόνας (mónas), « unité ». Dans les débuts de la microbiologie, il est employé pour désigner les « germes ». Æruginosa, « vert-de-gris » en latin (c'est le résultat de la corrosion du cuivre), se réfère à un pigment que cette bactérie contient.

## Identification
Comme d'autres Pseudomonas, P. aeruginosa sécrète un certain nombre de pigments : entre autres la pyocyanine (bleu-vert), la pyoverdine (jaune-vert fluorescent) et la pyorubine (brun-rouge). In vivo elle forme un biofilm, principale source de sa résistance. C'est une bactérie lactose négative, c'est-à-dire dépourvue d'enzymes dégradant le lactose, pourvue d'une odeur de seringa (fleur de la famille des Philadelphacées, encore appelée « jasmin des poètes ») in vitro. Une reconnaissance préliminaire en laboratoire identifie ses colonies sur les géloses de type MacConkey (géloses contenant entre autres du lactose) à leur apparence de perles beiges, alors que les colonies de bactéries lactose positives sont roses. Pour une identification assurée, on recherche la présence des enzymes de type hydrolase (élastase et protéase parmi d'autres) que cette bactérie sécrète. La production des deux pigments pyocyanine et pyoverdine, et la température de croissance optimale de 42 °C confirme l'identification.

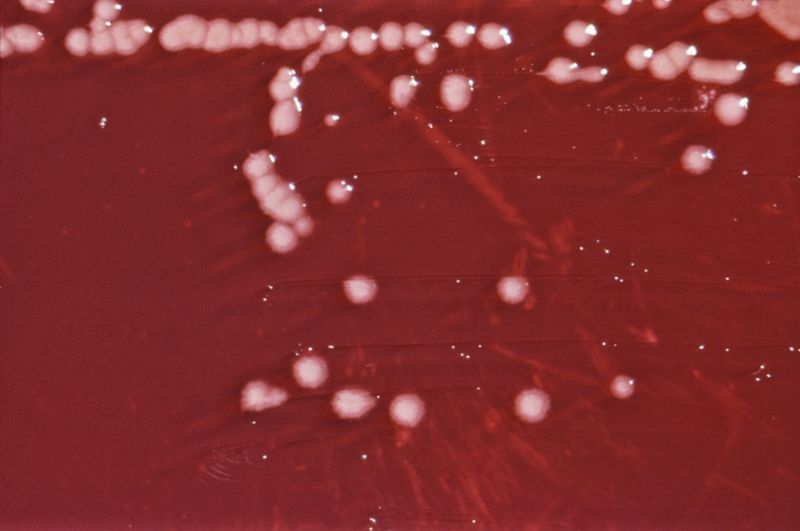
Pseudomonas en culture sur gélose.

P. aeruginosa utilise des flagelles pour la mobilité, des systèmes introduisant des protéines effecteurs dans les cellules hôtes, et un lipopolysaccharide qui supprime les réponses immunitaires des hôtes, en plus d'intervenir directement dans l'établissement d'infections persistantes. Parmi les sécrétions de P. aeruginosa, on trouve des protéines (élastase et protéase) qui détruisent l'intégrité des tissus de l'hôte en dégradant leurs protéines telles que l'élastine, le collagène et les transferrines,. On trouve aussi des toxines de poids moléculaire faible comme la pyocyanine, affectant différents processus clés du fonctionnement de la cellule hôte,.
Tout comme chez Serratia marcescens, il existe des souches de P. aeruginosa (ex : souches GS9–119, LBI, DS10–129… notamment trouvées dans les sols pollués et les déchets liquides de l'industrie pétrolière) capables de sécréter un surfactant émulsifiant (glycolipide) et de se nourrir d'hydrocarbures. Elles sont pour cette raison source de dégradation microbienne du diesel, de l'essence, du kérosène, voire d'huiles lubrifiantes, contribuant probablement à l'épuration de sols pollués par des hydrocarbures.
Chez les plantes, P. aeruginosa induit des symptômes de pourriture molle (soft rot) chez l'arabette des dames (Arabidopsis thaliana) et la laitue (Lactuca sativa),. C'est un agent pathogène puissant chez Arabidopsis et chez certains animaux : Caenorhabditis elegans,, Drosophila et Galleria mellonella. Les associations de facteurs de virulence sont les mêmes pour les infections végétales et animales,.

### Caractéristiques générales
- bacilles Gram -, souvent isolés à ciliature polaire
- Elle possède l'oxydase.
- Elle est de type respiratoire A.S.
- VAG oxydative.
- Elle est nitrate-réductase +++.
- Glucose -.
- Elle ne produit pas d'H2S.
- Elle utilise le mannitol[25].
- Elle utilise l'ion citrate comme seule source de carbone.
- Elle est gélatinase +.
- ADH+, Uréase+, Indole-, TDA-.

Des milieux d'isolement comme Muller-Hinton ou Cetrimide, sont aussi utilisés. Sur Muller-Hinton, la production de fluorescéine (pigment coloré diffusible de couleur verte) par la bactérie est observable. Sur Cetrimide, la production de la pyocyanine (pigment coloré diffusible de couleur bleue) par la bactérie peut être vue, comme la résistance au cétrimide (antiseptique) et à l'acide nalidixique (antibiotique).
Des tests King A et King B peuvent être également pratiqués pour voir la production de pyocyanine et de fluorescéine respectivement.

### Matrice d'identification desPseudomonasaeruginosaetfluorescens
Légende : -1= négatif ou absence, caractère absent ; 1= positif ou présence, caractère présent ; 0 ou espace libre = caractère variable ou absence d'information
| Genre       | Espèce      | Sous-type / Observations | Oxydase | 42 °C (thermophile) | 4 °C (cryophile) | ng A (pour pyoverdine)i | ng B (pour pyocyanine)i | Autre pigment                                                                                | Poly-β-hydroxybutyrate | Mobilité | ADH = L-Arginine dihydrolase | NO3 Nitrate réductase (incolor) > Nitrites (rouge) | Gélatinase = Collagénase | Amylase = Amidon hydrolase | Lécithinase = réaction au jaune d'œuf | Lipase (hydrolyse de Tween80) | NO2 > N2 | Cathécol orthoclivage | Procathénuate orthoclivage | Procathénuate métaclivage | Lévane (métaclivage) production à partir du saccharose | D-Glucose assimilation | D-Tréhalose assimilation | Saccharose assimilation | Propionate assimilation | Butyrate assimilation | D-Sorbitol assimilation | Adonitol assimilation | Méso-Inositol assimilation | Géraniol assimilation | L-Valine assimilation | D-Alanine assimilation | L-Arginine assimilation | Arginine | Bile-Esculine Hydrolyse = (bêta-glucosidase) | Citrate (de Simmons) | Citrate trisodique assimilation | D-Glucose fermentation | D-Glucose assimilation |
| ----------- | ----------- | ------------------------ | ------- | ------------------- | ---------------- | ----------------------- | ----------------------- | -------------------------------------------------------------------------------------------- | ---------------------- | -------- | ---------------------------- | -------------------------------------------------- | ------------------------ | -------------------------- | ------------------------------------- | ----------------------------- | -------- | --------------------- | -------------------------- | ------------------------- | ------------------------------------------------------ | ---------------------- | ------------------------ | ----------------------- | ----------------------- | --------------------- | ----------------------- | --------------------- | -------------------------- | --------------------- | --------------------- | ---------------------- | ----------------------- | -------- | -------------------------------------------- | -------------------- | ------------------------------- | ---------------------- | ---------------------- |
| Pseudomonas | sp          |                          | 0,99    |                     |                  |                         |                         |                                                                                              |                        | 0,9      | -0,68                        |                                                    |                          |                            |                                       |                               |          |                       |                            |                           |                                                        |                        |                          | -1                      |                         |                       | -1                      | -1                    |                            |                       |                       |                        |                         |          |                                              |                      |                                 | -0,86                  |                        |
| Pseudomonas | aeruginosa  |                          | 0,97    | 0,9                 | -1               | 0,9                     | 0,9                     | pyomélanine = brun noir ou acajou; pyorubine = aeruginosine A = rouge de nature phénazinique | -1                     | 0,94     | 0,7                          | 0,92                                               | 0,84                     | -0,9                       | -0,9                                  | 0,1                           | 0,9      | 0,9                   | 0,9                        | -0,9                      | -0,9                                                   | 0,98                   | -1                       | -1                      | 0,9                     | 0,9                   | -0,9                    | -1                    | -0,9                       | 0,9                   | 0,1                   | 0,9                    | 0,9                     |          | -0,98                                        |                      | 0,98                            | -0,38                  | 0,98                   |
| Pseudomonas | fluorescens | I                        | 0,99    | -1                  | 0,98             | 0,9                     | -0,9                    | -0,9                                                                                         | -0,9                   | 1        | 0,35                         | -0,46                                              | 0,4                      | -0,9                       | 0,9                                   | 0,1                           | 0,9      | 0,9                   | 0,9                        | -0,9                      | 0,9                                                    | 0,98                   | 1                        | 0,9                     | 0,9                     | -0,9                  | 0,01                    | 0,01                  | 0,9                        | -0,9                  | 0,9                   | 0,9                    | 0,9                     |          | -0,98                                        |                      | 0,98                            | -0,75                  | 0,98                   |
| Pseudomonas | fluorescens | II                       | 0,99    | -1                  | 0,98             | 0,1                     | -0,9                    | -0,9                                                                                         | -0,9                   | 0,9      | 0,9                          | -0,46                                              | 0,6                      | -0,9                       | 0,3                                   | -0,9                          | 0,9      | 0,9                   | 0,9                        | -0,9                      | 0,9                                                    | 0,9                    | 1                        | 0,9                     | 0,9                     | 0,1                   | 1                       | -1                    | 0,9                        | -0,9                  | 0,9                   | 0,9                    | 0,9                     |          | -0,98                                        |                      | 0,98                            | -0,75                  | 0,9                    |
| Pseudomonas | fluorescens | III                      | 0,99    | -1                  | 0,98             | 0,9                     | -0,9                    | -0,9                                                                                         | -0,9                   | 0,9      | 0,9                          | -0,46                                              | -0,22                    | -0,9                       | 0,9                                   | 0,1                           | 0,9      | 0,9                   | 0,9                        | -0,9                      | -0,9                                                   | 0,9                    | 1                        | -0,9                    | 0,1                     | 0,1                   | 0,1                     | 0,1                   | 0,9                        | -0,9                  | 0,9                   | 0,9                    | 0,9                     |          | -0,98                                        |                      | 0,98                            | -0,75                  | 0,9                    |
| Pseudomonas | fluorescens | IV                       | 0,99    | -1                  | 0,98             | 0,9                     | -0,9                    | -0,9                                                                                         | -0,9                   | 0,9      | 0,9                          | -0,46                                              | 0,9                      | -0,89                      | 0,9                                   | 0,1                           | 0,9      | 0,9                   | 0,9                        | -0,9                      | 0,9                                                    | 0,9                    | 1                        | 0,9                     | 0,9                     | 0,9                   | 0,9                     | -0,9                  | 0,9                        | -0,9                  | 1                     | 1                      | 1                       |          | -0,98                                        |                      | 0,98                            | -0,75                  | 0,9                    |
| Pseudomonas | fluorescens | V                        | 0,99    | -1                  | 0,5              | 0,1                     | -0,9                    | -0,9                                                                                         | -0,9                   | 0,9      | 0,9                          | -0,46                                              | 0,9                      | -0,9                       | 0,1                                   | 0,1                           | 0,9      | 0,9                   | 0,9                        | -0,9                      | -0,9                                                   | 0,98                   | 1                        | 0,1                     | 0,9                     | 0,1                   | 0,1                     | 0,2                   | 0,9                        | -0,9                  | 0,9                   | -0,9                   | 0,9                     |          | -0,98                                        |                      | 0,98                            | -0,75                  | 0,98                   |

## Traitements

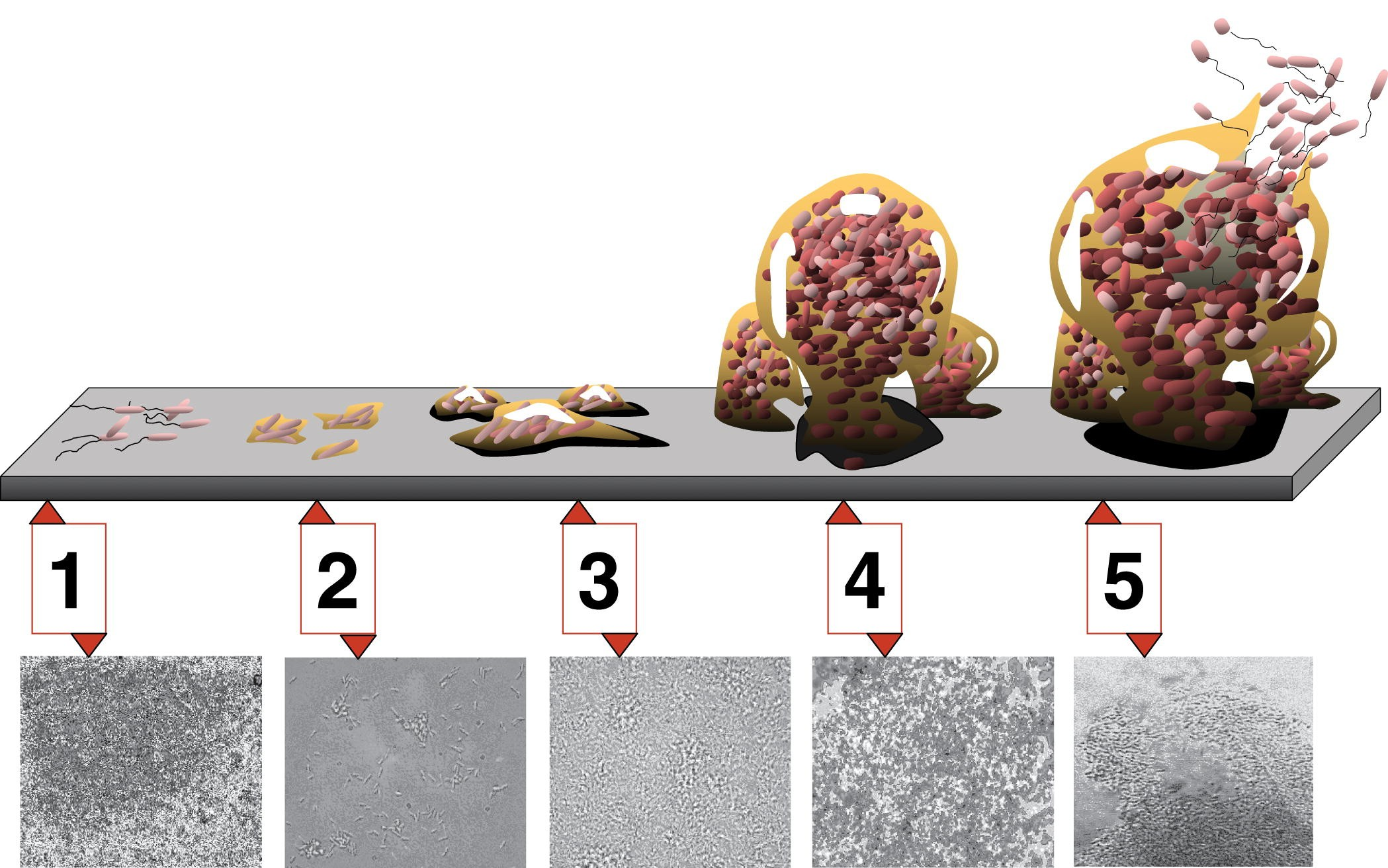
5 étapes du développement d'un biofilm de Pseudomonas aeruginosa sur une surface dure - 2007

### Antibiotiques et antibiorésistance
P. aeruginosa est une bactérie extrêmement robuste, naturellement résistante aux antibiotiques et s'adaptant rapidement aux attaques médicamenteuses. Sans sélection ni renforcement par des antibiothérapies antérieures, elle n'est souvent sensible qu'à quelques antibiotiques : ticarcilline avec acide clavulanique, gentamicine, ciprofloxacine, ceftazidime, et pipéracilline seule ou avec ajout de tazobactam et acide borique. En 2008, les fluoroquinolones, la gentamicine ou l'imipénem sont encore efficaces, mais uniquement sur quelques souches bactériennes. Si le patient a récemment reçu plusieurs antibiotiques, la bactérie est vraisemblablement encore plus résistante et d'autant plus dangereuse. L'antibiorésistance est partiellement attribuée à des « pompes d'efflux » dans son biofilm, expulsant activement les composants antimicrobiens,,. P aeruginosa est également connue pour s'attaquer aux protéines duox,, un composé de base du système de défense du poumon.
Dans les cas de résistance aux antibiotiques précédemment cités, les associations ceftazidime–avibactam (nom commercial : Zavicefta) et ceftolozane–tazobactam (nom commercial : Zerbaxa) peuvent être efficaces. La colistine est le médicament de dernier recours face à des germes à Gram négatif multirésistants aux antibiotiques tels que Pseudomonas aeruginosa.
La murepavadine est une nouvelle molécule ciblant spécifiquement le complexe de transport des lipopolysaccharides de P. aeruginosa, avec un mécanisme d'action innovant. En cours d'essais cliniques en 2025, elle démontre une efficacité prometteuse.

### Traitements bactériophagiques
Peu utilisée en Europe, la phagothérapie est utilisée contre P. aeruginosa dans les anciennes républiques soviétiques et en Pologne. En Russie et en Géorgie, les pharmacies vendent sans ordonnance des cocktails bactériophagiques contenant exclusivement des bactériophages spécifiques aux Pseudomonas aeruginosa, et des cocktails contenant plus largement des phages spécifiques à un type de pathologie et incluant des phages anti-Pseudomonas aeruginosa,.
En France, faute de stratégie médicamenteuse, les praticiens hospitaliers recourent à des autorisations spécifiques pour chaque patient traité, bien que la phagothérapie per se ne soit pas interdite. Une autre voie légale en France, mais non utilisée depuis les années 1980, est la fabrication extemporanée de préparations magistrales bactériophagiques, ce qui s'est fait à l'Institut Pasteur de Paris, Strasbourg ou Lyon jusque dans les années 1980 pour les bactéries les plus résistantes et notamment pour P. aeruginosa,.
Les bons résultats obtenus suscitent de nombreux projets de recherche sur l'utilisation des bactériophages contre Pseudomonas aeruginosa, en Amérique et en Europe, dont le projet Phagoburn (en) sur les grands brûlés,, et le projet PneumoPhage pour les infections respiratoires.
Une préparation bactériophagique contre P. aeruginosa est désormais référencée comme médicament en France, le P. aeruginosa PHAGE PP113, disponible uniquement en traitement compassionnel. Des associations de patients français se sont créées pour faciliter l'accès aux bactériophagiques étrangers,,,.
Une des qualités des bactériophages est d'attaquer les biofilms de Pseudomonas aeruginosa et d'agir en synergie avec les antibiotiques.

## Contagion
Cette bactérie semble pouvoir être facilement véhiculée par l'eau, par l'air et par des particules (poussières) ou surfaces contaminées (fomites). La facilité de la contagion s'explique par son caractère ubiquiste, et — en milieu hospitalier — par le fait qu'elle peut facilement transférer ou acquérir des gènes de « résistance antibiotique » à partir d'autres bactéries de souches proches, mais aussi d'espèces plus éloignées.

## Son milieu de développement: le biofilm

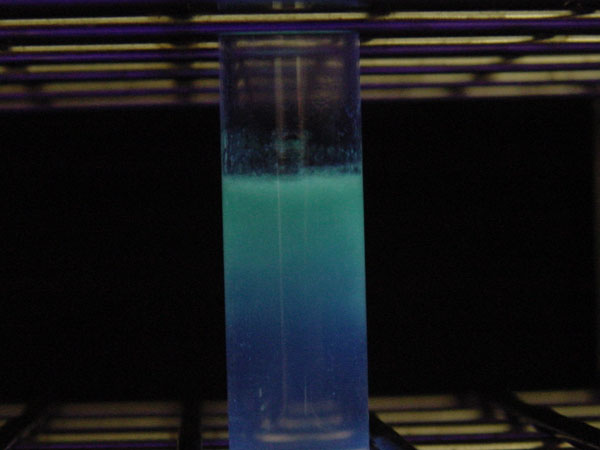
Production de pyoverdine, soluble dans l'eau, pigment fluorescent vert-jaune de Pseudomonas aeruginosa. Ps. aeruginosa en culture sur milieu gélose CNA doux. Les bactéries aérobies ne poussent que sur la surface du milieu (formation de biofilm blanchâtre), et le pigment fluorescent diffuse vers le bas (observé sous lumière noire).

Les espèces du genre Pseudomonas sont largement distribuées et peuvent être trouvées dans une grande majorité des écosystèmes terrestres, à l’exception de certains milieux extrêmes tels que ceux à températures très élevées. P. aeruginosa est l’espèce la plus étudiée notamment en termes de répartition géographique.
Lorsqu’elle est sous sa forme libre, elle est peu compétitive dans les sols, mais montre une certaine attirance pour les milieux hydriques. En effet, elle a un fort potentiel de colonisation des surfaces humides de par ses capacités à survivre en milieu oligotrophe c’est-à-dire pauvre en nutriments et à résister à de nombreux biocides, produits destinés à détruire, repousser ou rendre inoffensifs les organismes nuisibles.
P. aeruginosa, comme certaines autres bactéries gram-négatives, se développe sous forme d'agrégats structurés appelés biofilms, où ses cellules sont enrobées d'une matrice composée de polymères extracellulaires complexes. Ces biofilms forment une barrière physique contre l'entrée d'agents antimicrobiens,, et sont partiellement responsables des infections des poumons persistantes par P. aeruginosa chez les patients immunocompromis atteints de mucoviscidose,,,. La formation du et par le biofilm est contrôlée par des signaux de cellule-à-cellule, et des mécanismes contrôlés par détection du quorum,,,, basés sur la notion de « perception du quota » (quorum sensing) et de « masse critique » : la nature et donc la fonction des molécules signalant les échanges de cellule-à-cellule changent à partir d'une concentration donnée des bactéries. Les bactéries présentes dans un biofilm sont moins actives métaboliquement, donc moins réceptives aux agents antimicrobiens et aux disruptions environnementales. Le biofilm joue un rôle actif dans le processus de communication entre cellules bactériennes.
Une fois ces biofilms fixés, ils larguent de nouveau des bactéries dans l’organisme à des fréquences plus ou moins espacées, ce qui rend l'infection difficilement soignable.
On retrouve P. aeruginosa dans les canalisations, les réseaux d’eaux de distribution publique, les eaux usées, la robinetterie, les siphons, ainsi que les objets et linges de toilette des environnements hospitaliers, ou encore dans les dispositifs médicaux contenant des liquides (humidificateurs des respirateurs artificiels). Ainsi, ce genre bactérien est apte à coloniser notamment les eaux minérales présentes dans les industries d’embouteillage, provoquant une contamination chez plusieurs consommateurs. Il peut également contaminer certains produits alimentaires tels que le lait cru ou le fromage, et parfois les légumes, notamment les salades et les champignons lavés à l’eau.
Un isolat clinique de Pseudomonas aeruginosa capable de dégrader un plastique médical, le polycaprolactone, a été identifié au Royaume-Uni. Cette situation peut favoriser la formation de biofilms sur divers dispositifs médicaux et augmenter la pathogénicité,.
La lactoferrine, présente dans la muqueuse, diminue la formation de biofilm chez P. aeruginosa, ce qui peut protéger contre les infections persistantes. Des recherches sont faites pour des traitements par la déstructuration des biofilms, l'inhibition des facteurs de virulence connus par la dégradation des enzymes messagers, et la régulation de gènes guidant les signaux intercellulaires et les mécanismes de quorum sensing,,,,.

## P. aeruginosaet acide salicylique
L'acide salicylique est un métabolite phénolique produit par les plantes. Il joue un rôle notamment dans l'induction de réponse de défense des plantes contre des attaques pathogènes. Travaillant avec les plantes Arabidopsis thaliana et avec les animaux Caenorhabditis elegans, Cryz et al. (1984) ont montré que des Arabidopsis t. génétiquement modifiées (lox2 et cpr5-2) pour produire plus d'acide salicylique, réduisent la formation et l'attachement du biofilm fait par P. aeruginosa PA14 sur leurs racines. Le même effet a été démontré avec des Arabidopsis sauvages amendées avec de l'acide salicylique (ce qui augmente la concentration interne de cet acide dans la plante).
L'acide salicylique affecte trois facteurs de virulence connus de PA14 : la pyocyanine, la protéase, et l'élastase. P. aeruginosa produit plus de pyocyanine lorsque l'hôte est manipulé génétiquement (lignée transgénique NahG) pour accumuler moins d'acide salicylique que la plante naturelle. L'acide salycilique inhibe donc la synthèse et la sécrétion de la pyocyanine in vivo.
Des cellules de P. aeruginosa développées dans une culture de peptone-tryptic soja montrent une réduction par 50 % de l'activité de l'élastase et de la protéase si on y ajoute de l'acide salicylique ou ses dérivés : acide acétylsalicylique, salicylamide, acide méthylsalicylique ; ou encore de l'acide benzoïque, un précurseur métabolique de l'acide salicylique.
De l'acide salicylique ajouté à des pelouses infectées par P. aeruginosa a diminué de façon significative la capacité de ce dernier à tuer les vers, sans diminuer l'accumulation des bactéries dans l'intestin des nématodes. L'acide salicylique agirait donc directement sur P. aeruginosa, diminuant les facteurs de virulence de la bactérie.
Analysé par microarray, on voit que l'acide salicylique affecte l'expression physiologique de 331 gènes chez P. aeruginosa, réprimant sélectivement la transcription d'exoprotéines et autres facteurs de virulence, diminuant ainsi sa virulence sans pour autant en affecter les gènes d'entretien. Ceci s'ajoute à son rôle connu comme molécule signal pour l'activation du système défensif de la plante.

## Seuils ou valeurs limites
L'arrêté du 14 mars 2007 relatif aux critères de qualité des eaux conditionnées, aux traitements et mentions d'étiquetage particulier des eaux minérales naturelles et de source conditionnées, ainsi que de l'eau minérale naturelle distribuée en buvette publique, impose pour Pseudomonas aeruginosa un nombre de zéro bactérie par 250 ml à l'émergence et au cours de la commercialisation (analyses à commencer au moins trois jours après le prélèvement au captage, le conditionnement, avec échantillons conservés à température ambiante).

## Infection àPseudomonas aeruginosa
P. aeruginosa est un germe courant dans le milieu hospitalier, responsable d'infections nosocomiales, et il se rencontre également en ambulatoire, en particulier chez les patients atteints de mucoviscidose. Il loge dans le conduit auditif externe lors d'otites externes. P. aeruginosa est résistant à un grand nombre d'antibiotiques, et ne se traite jamais en monothérapie. Les antibiotiques actifs contre P. aeruginosa sont les carbapénèmes, certaines fluoroquinolones (la ciprofloxacine à forte dose en est un exemple), certaines pénicillines (pipéracilline–tazobactam), ainsi que des céphalosporines de troisième génération (par exemple la ceftazidime).

## Recherche
Un projet AEROPATH vise à développer des antibiotiques efficaces contre les « superbactéries » antibiorésistantes aux traitements multimédicamenteux entretenant des épidémies nosocomiales, et P. aeruginosa est au centre de ce travail qui se fera en étudiant et modélisant aussi les points faibles du métabolisme et des protéines de P. aeruginosa et de souches nosocomiales de stenotrophomonas et d’acinetobacter, y compris via l’étude de leurs génomes.
D’autres cherchent des traitements alternatifs (ensemencement avec une souche microbienne peu dangereuse qui occuperait l’espace sans laisser la place aux pseudomonas, soit de l'écologie microbienne). Enfin, il existe d'autres approches du type de l'asticothérapie, phytothérapie, etc. Une thèse soutenue à l'Université de Johannesburg en 2020 a montré que l'extrait de goyave (Psidium guajava) inhibe la croissance de P. aeruginosa in vitro.
Antibiotiques expérimentaux : Crésomycine

### Publication originale
- (de) W. Migula, System der Bakterien, vol. 2, Jena, Gustav Fischer, 1900.